# German Gutierrez
German Gutierrez est un directeur de la photographie et réalisateur canadien.

## Biographie
Dans son reportage Qui a tiré sur mon frère ?, il revient sur la tentative d'assassinat dont son frère Oscar, député en Colombie, a fait l'objet. Pour le journal Le Monde diplomatique, « à travers ce magnifique et courageux documentaire, une enquête passionnante sur les racines de la violence dans son pays natal et un très beau reportage sur le combat d’Oscar pour le droit des paysans colombiens. »

## Filmographie

### comme directeur de la photographie
- 1999 : Insectia (feuilleton TV)
- 2003 : Martin's Inferno (TV)
- 2004 : Out in the City 2 (série télévisée)
- 2004 : Being Dorothy
- 2005 : Les Ruraux du 21e (série télévisée)

### comme réalisateur
- 1997 : Sociétés sous influence (ONF)
- 1999 : Insectia (feuilleton TV)
- 2003 : Martin's Inferno (TV)
- 2004 : Qui a tiré sur mon frère ? (ONF)
- 2005 : Les Ruraux du 21e (série télévisée)
- 2008 : L'affaire Coca-Cola (ONF)
- 2010: Pierre Falardeau, le film